# Kohezja (zjawisko fizyczne)
Kohezja (łac. cohaere – nieodłączny) – ogólna nazwa zjawiska stawiania oporu przez ciała fizyczne, poddawane rozdzielaniu na części. Jej miarą jest praca potrzebna do rozdzielenia określonego ciała na części, podzielona przez powierzchnię powstałą na skutek tego rozdzielenia.
Kohezji nie należy mylić z adhezją, czyli zdolnością do łączenia się powierzchni ciał fizycznych. Jakkolwiek źródłem obu zjawisk jest występowanie rozmaitych oddziaływań międzycząsteczkowych, adhezja jest zjawiskiem czysto powierzchniowym, podczas gdy kohezja wynika z sił działających wewnątrz rozrywanego lub zgniatanego ciała.
Kohezja ciał fizycznych zależy od wielu różnych czynników. Są to m.in.:
- Stan skupienia – im wyższy stopień zorganizowania cząsteczek w ciele, tym zwykle siły kohezji są większe. Stąd największą wartość osiągają w krysztale a najmniejsze w gazach.
- Oddziaływania międzycząsteczkowe między cząsteczkami tworzącymi ciało. Im są silniejsze w przeliczeniu na jednostkę objętości, tym siły kohezji wzrastają.
- W przypadku ciał stałych: mikrostruktura, która odpowiada za występowanie takich zjawisk jak mikropęknięcia, kawitacja, dobre lub złe przenoszenie naprężeń mechanicznych.